# Anna Camp
Anna Ragsdale Camp (sinh ngày 27 tháng 9 năm 1982) là một nữ diễn viên người Mỹ.

## Thời thơ ấu
Trại được sinh ra ở Aiken, South Carolina. Mẹ cô, Dee (nhũ danh Kornegay), là một tình nguyện viên Đảng Dân chủ, và cha cô, Thomas Sewell Camp, là một giám đốc ngân hàng. Cô có một chị gái tên là Saluda.
Cô lớn lên ở Columbia, South Carolina. Cô đã theo học trường tiểu học Meadowfield và được tham gia sản xuất Giáo dục kháng lạm dụng ma túy ở lớp hai, giới thiệu cô diễn xuất. Cô tốt nghiệp trường Đại học Nghệ thuật Bắc Carolina với bằng Cử nhân Mỹ thuật năm 2004. Cô chuyển đến Thành phố New York ngay sau đó.

## Danh sách phim

### Điện ảnh
| Năm  | Tên                             | Vai               | Ghi chú |
| ---- | ------------------------------- | ----------------- | ------- |
| 2007 | And Then Came Love              | Kikki             |         |
| 2008 | Pretty Bird                     | Becca French      |         |
| 2008 | Just Make Believe               | Kristin           |         |
| 2009 | 8 Easy Steps                    | Laura             |         |
| 2010 | Bottleworld                     | Chrissy           |         |
| 2011 | The Help                        | Jolene French     |         |
| 2012 | Forgetting the Girl             | Adrienne Gilcrest |         |
| 2012 | Pitch Perfect                   | Aubrey Posen      |         |
| 2013 | Sequin Raze                     | Jessica           |         |
| 2014 | Autumn Wanderer                 | Sara              |         |
| 2014 | Goodbye to All That             | Debbie Spengler   |         |
| 2014 | The Oven                        | Sally Butler      |         |
| 2015 | Pitch Perfect 2                 | Aubrey Posen      |         |
| 2015 | Caught                          | Sabrina           |         |
| 2016 | Café Society                    |                   |         |
| 2016 | One Night                       | Elizabeth         |         |
| 2016 | Brave New Jersey                | Peg Prickett      |         |
| 2017 | The Most Hated Woman in America |                   |         |
| 2017 | Pitch Perfect 3                 | Aubrey Posen      |         |
| 2019 | The Wedding Year                |                   |         |